# کسگ (مجارستان)
کسگ (به مجاری:  Keszeg) یک شهرداری در مجارستان است که در ناحیه رتشاگ واقع شده‌است. کسگ ۹٫۹۵ کیلومتر مربع مساحت و ۶۸۸ نفر جمعیت دارد.